# Madame de Boufflers

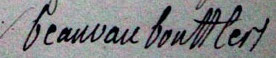

Marie Françoise Catherine de Beauvau, markisinna de Boufflers, född 1711, död 1786, var en fransk hovdam och mätress till Stanisław I Leszczyński, under hans tid som hertig av Lothringen mellan 1745 och 1766. Hon var gift med markis Louis Francois de Boufflers, mor till poeten Stanislas de Boufflers och syster till Anne Marguerite Gabrielle de Beauveau.

## Biografi
Marie Françoise Catherine de Beauvau var dotter till Marc de Beauvau, "prins av Craon" (1679-1754), prins av Beauvau, och Anne-Marguerite de Ligniville. Hennes mor hade varit hovdam åt Elisabeth Charlotte av Orléans och mätress åt hertig Leopold av Lothringen. Madame de Boufflers gifte sig 1735 med markis Louis Francois de Boufflers. Paret fick ett barn, sonen Stanislas de Boufflers. 
Madame de Boufflers syster Charlotte var älskarinna till Stanisław I Leszczyński, hertig av Lothringen, vid Lothringens hov i Nancy. Madame de Boufflers presenterades 1740 för hertig av Lothringen och från 1745 var hon hans älskarinna. Efter att hans hustru Katarina Opalinskas dog 1747 blev hon officiell mätress och fungerade som första dam och värdinna vid hertigdömets hov. Hon blev änka 1752, men Leszczyński ville inte gifta sig med henne. Deras sexuella relation upphörde så småningom, men hon behöll positionen som mätress även då hon övergått till att bli den åldrade Leszczyńskis sköterska, särskilt efter att han 1759 blivit blind. År 1757 utnämndes hon till hovdam hos Ludvig XV:s döttrar, och fick som sådan lämna hovet i Nancy under de perioder hon tjänstgjorde som hovdam i Versailles. Hon vårdade Leszczyński till hans död 1766.